# 법무성 구 본관
법무성 구 본관(일본어: 法務省旧本館)은 일본 도쿄도 지요다구 가스미가세키에 위치한 일본의 중요문화재다.

## 역사
사법성 청사로서 1895년에 준공한 독일 네오바로크 양식의 역사주의 건축물이다. 건축 고문관을 맡고 있던 외국인 초빙사이자 독일인 건축가 헤르만 엔데(Hermann Gustav Louis Ende, 1829년 ~ 1907년)와 빌헬름 뵈크만(Wilhelm Bockmann, 1832년 ~ 1902년)이 기본 설계를 하였고, 실시 설계와 공사 감리는 가와이 고조(河合浩蔵, 1856년 ~ 1934년)가 하였다. 청사의 부지는 본래 요네자와번 우에스기 가문의 저택이 있던 자리로 현재 이를 기념하는 비석이 세워져 있다.
청사는 1923년 간토 대지진에서도 피해를 거의 입지 않았지만, 1945년 도쿄 대공습에 의하여 외벽만 남기고 소실되었다. 그 후 청사의 지붕을 슬레이트에서 기와로 변경하는 등의 개수 공사를 거쳐서 1950년부터 법무성 본관으로 이용되었다.
1994년에 무라마츠 데이지로(村松貞次郎, 1924년 ~ 1997년)와 호리우치 마사아키(堀内正昭)의 감수 아래 건설대신 관방 관청 영선부가 청사의 외관을 창건 당시의 모습으로 복원하였다. 같은 해 12월 27일에 중요문화재로 지정되었다. 현재 법무성 구 본관 내에 있는 법무사료전시실만 내부 견학을 할 수 있다.

## 사진

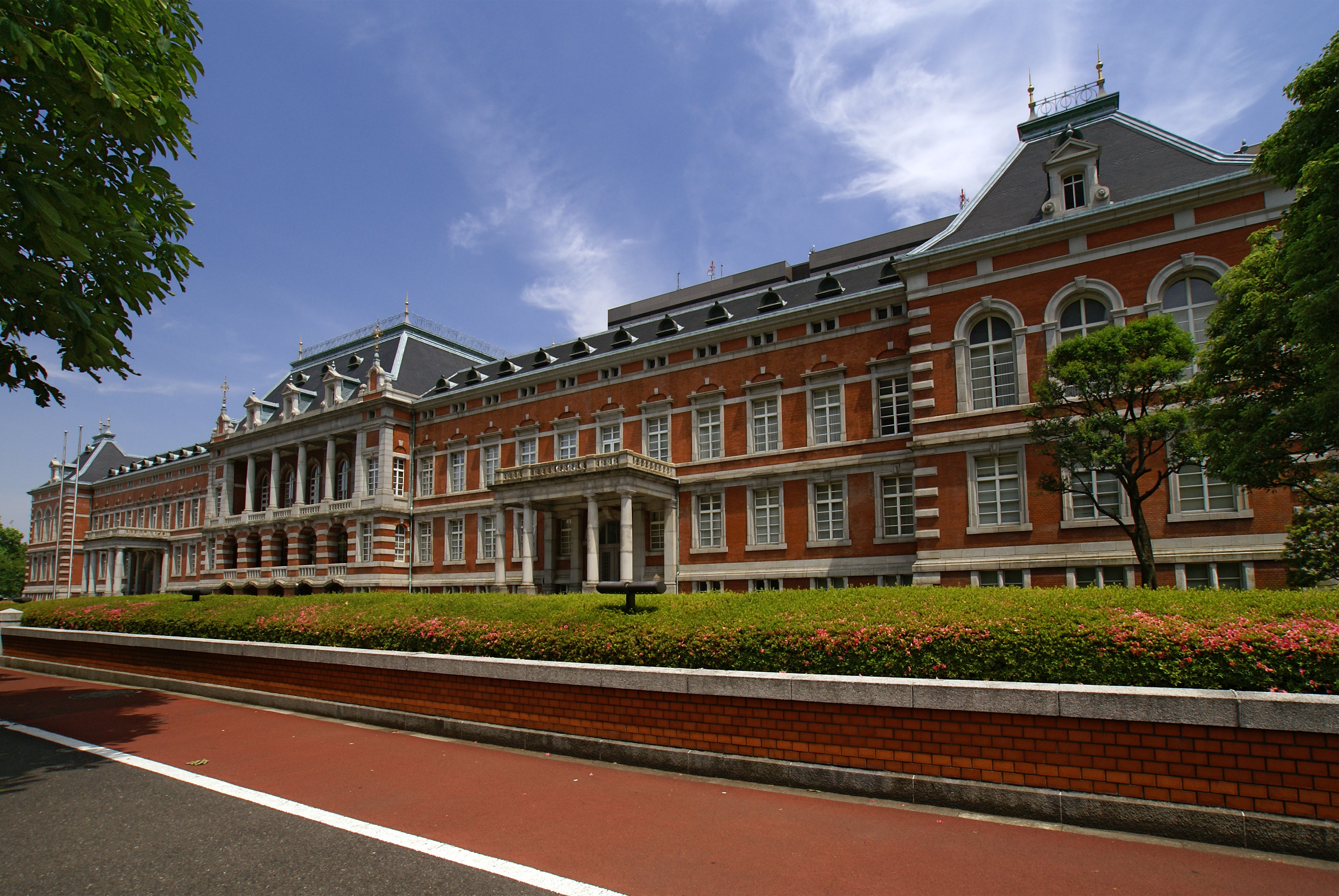
정면
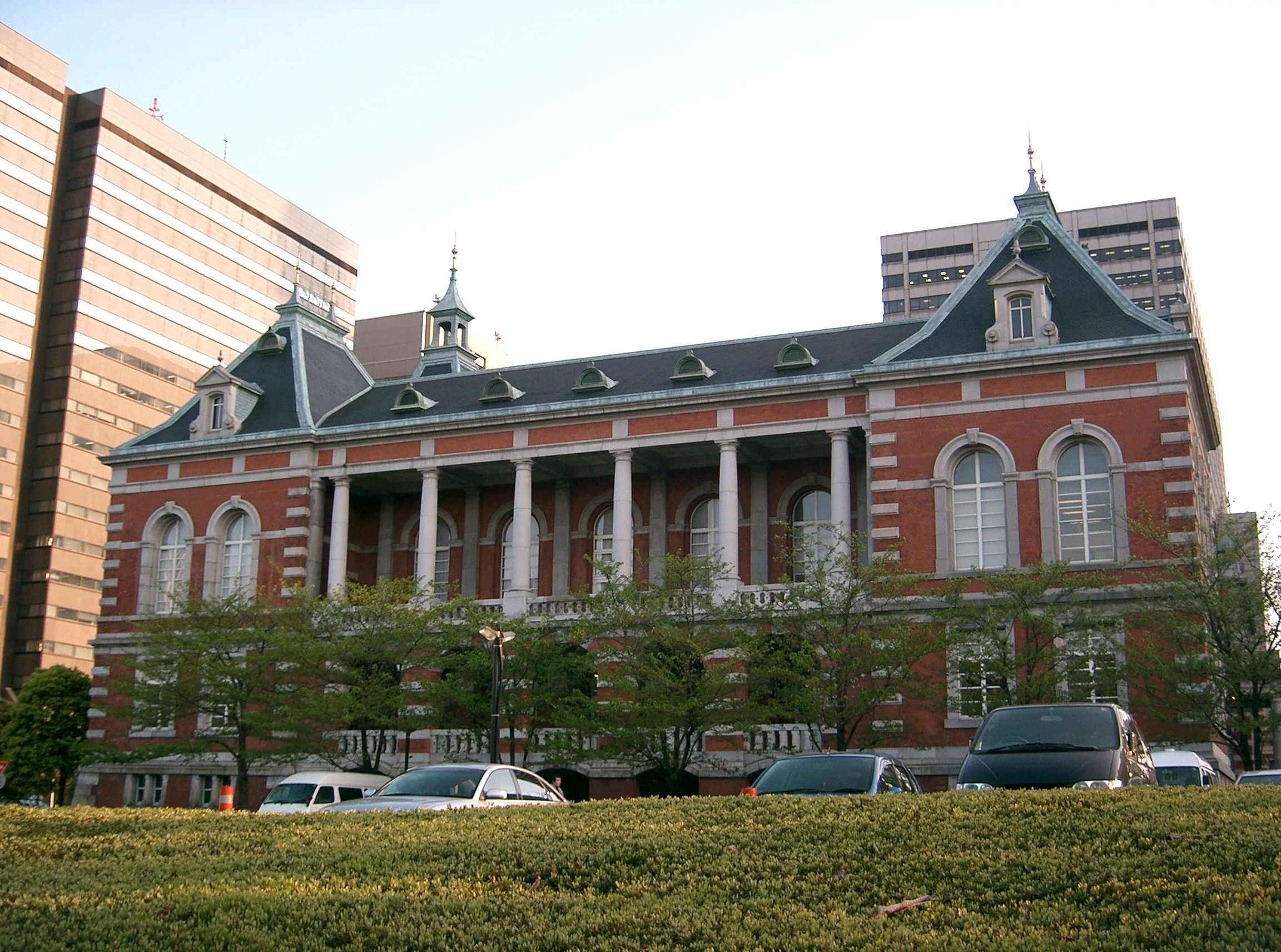
측면

## 같이 보기
- 일본 법무성